# Zydeco

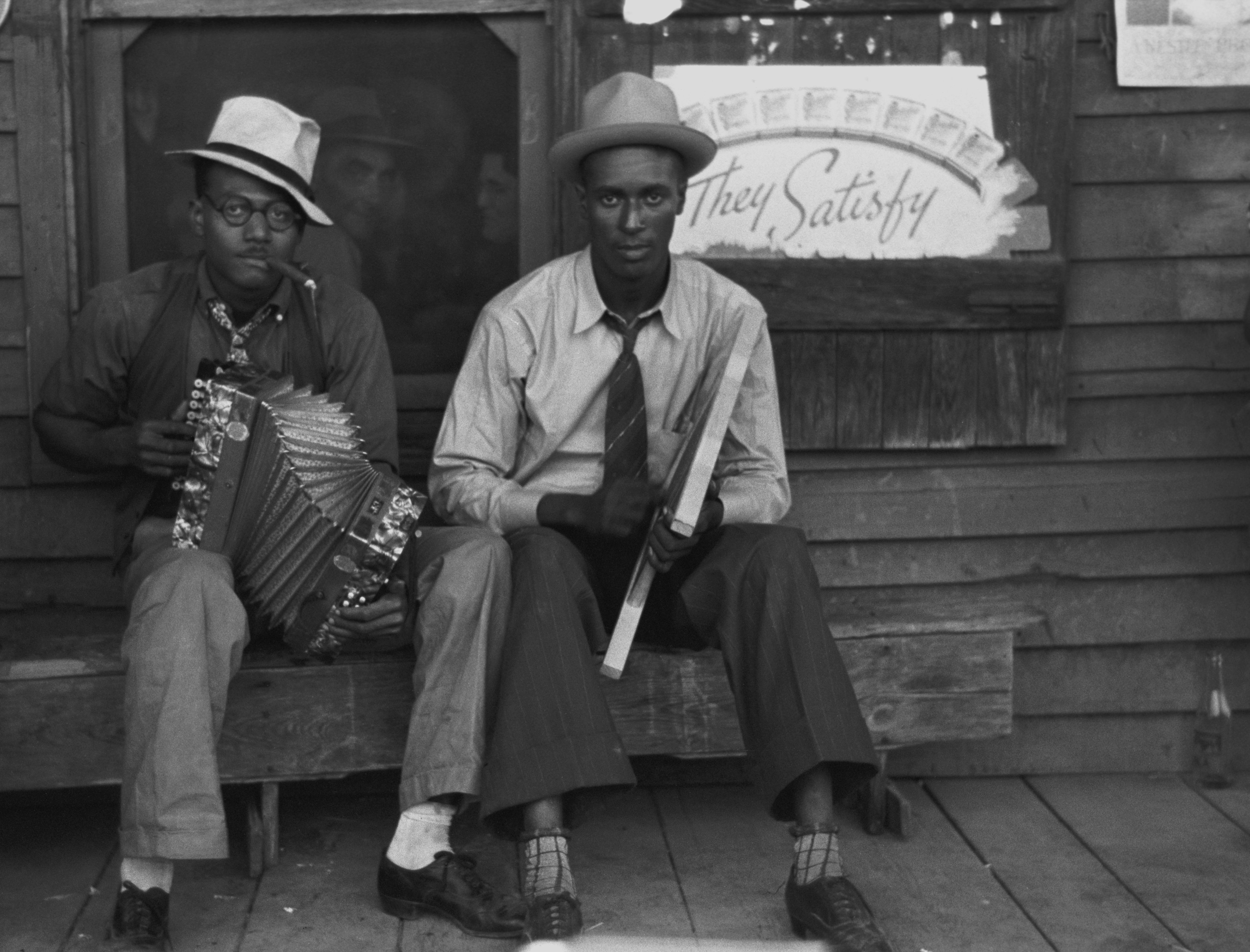
Muzicieni Zarico în Louisiana (1938)

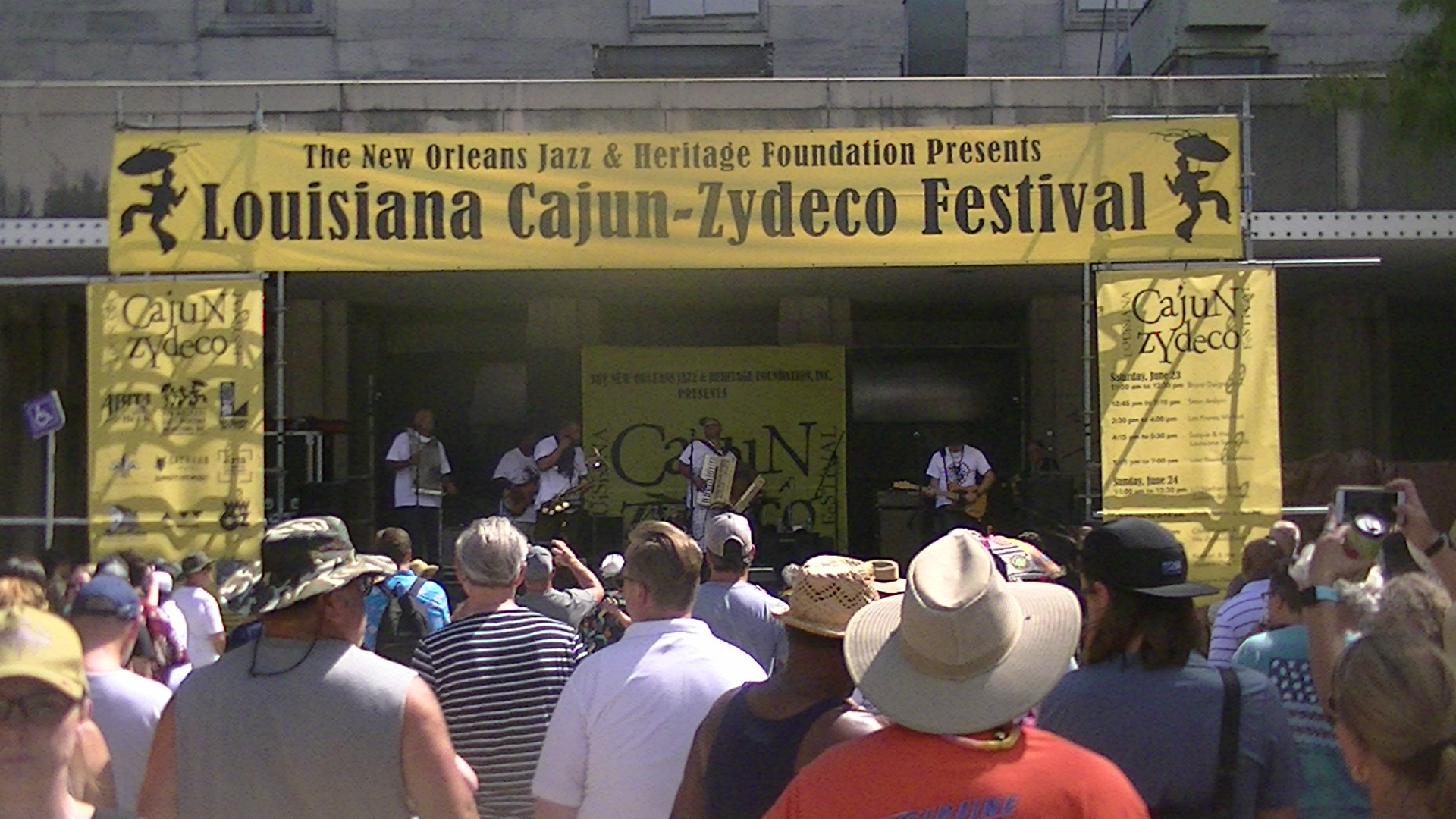
Festivalul Cajun-Zydeco, Louisiana (2018)

Zydeco este o formă de muzică de dans creolă din sudul și sud-vestul statului Louisiana, SUA. Textele sunt predominant în engleză, uneori și în franceza cajun. Muzica se interpretează cu ajutorul chitarei, al acordeonului cajun și a unei scânduri de spălat (în franceza cajun: frottoir sau vest-frottoir), într-un ritm alert. 

## Etimologie
Zydeco s-a dezvoltat la începutul secolului al XX-lea din amestecul muzicii cajun cu influențe afro-americane, care au contribuit și la apariția blues-ului și a Rhythm and blues. 
Originea termenului „zydeco” este incertă. O teorie este că derivă din expresia franceză Les haricots sont pas salés (în română fasolea verde nu este sărată) și este folosit idiomatic pentru a exprima dificultățile.
Înainte de a fi folosit numele „Zydeco”, muzica era cunoscută ca „La-la” și „Zodico” sau pur și simplu „muzică franceză”. Amédé Ardoin a făcut primele înregistrări în acest stil în 1929. Când muzicianul de blues din Texas Lightnin' Hopkins a înregistrat o piesă la orgă în 1949 și producătorul i-a cerut numele piesei, piesa a fost publicată ca „Zolo Go”. Numele Zydeco a fost probabil scris pentru prima dată în această formă de Mack McCormick.
Termenul „zydeco” se poate referi la genul muzical, stilul de dans sau o adunare socială la care se cântă muzica.

## Muzicieni zydeco
Printre cei mai renumiți interpreți și formații de muzică zydeco se numără:
- Clifton Chenier
- Buckwheat Zydeco
- Chubby Carrier And The Bayou Swamp Band
- Nathan Williams and the Zydeco Cha Chas
- Zydeco Force
- Loco Zydeco
- Zydecopious
- C.J. Chenier
- Boozoo Chavis
- Queen Ida
- Beau Jocque
- Geno Delafose
- Chris Ardoin
- Step Rideau
- Preston Frank
- Keith Frank
- Rosie Ledet
- Yvette Landry
- The LeBlanc Family Band

Aici se poate asculta un exemplu de muzică zydeco:
- Tit Gallop Pour Mamou - The LeBlanc Family Band and Yvette Landry